# Shahrestān-e Farahān
Shahrestān-e Farahān (persiska: شهرستان فرهان, فرهان) är en delprovins (shahrestan) i Iran.   Den ligger i provinsen Markazi, i den centrala delen av landet, 200 km sydväst om huvudstaden Teheran.
Delprovinsen hade 28 994 invånare 2016.